# Първи автограф
„Первый автограф“ е съветски ръчно рисуван анимационен филм, който е представен по време на Олимпиадата в Москва през 1980 година.

## Сюжет
Филмът разказва как животните се опитват да получат автограф от олимпийското мече Миша